# Pulsar-Navigation
Röntgen-Pulsar-Navigation und -Zeitmessung (engl.: X-ray pulsar-based navigation and timing, XNAV) oder einfach Pulsarnavigation ist eine Navigationstechnik, bei der die von Pulsaren ausgesandten periodischen Röntgensignale verwendet werden, um den Standort eines Fahrzeugs, z. B. eines Raumschiffs, im Weltraum zu bestimmen. Ein Fahrzeug, das XNAV nutzt, würde die empfangenen Röntgensignale mit einer Datenbank bekannter Pulsarfrequenzen und -positionen vergleichen. Ähnlich wie bei GPS würde dieser Vergleich es dem Fahrzeug ermöglichen, seine Position genau zu berechnen (±5 km). Der Vorteil der Verwendung von Röntgensignalen gegenüber Radiowellen ist, dass Röntgenteleskope kleiner und leichter gebaut werden können.  Über erste experimentelle Versuche wurde im Jahr 2018 berichtet.

## Navigation von Raumfahrzeugen

### Studien
Das Advanced Concepts Team der ESA untersuchte 2003 in Zusammenarbeit mit der Universitat Politecnica de Catalunya in Spanien die Machbarkeit der Röntgenpulsarnavigation. Dadurch wurde das Interesse an der XNAV-Technologie innerhalb der Europäischen Weltraumorganisation gefestigt, was 2012 zu zwei verschiedenen und detaillierteren Studien führte, die von GMV AEROSPACE AND DEFENCE (ES) und dem National Physical Laboratory (UK) durchgeführt wurden.

### Experimente
XPNAV 1
Am 9. November 2016 startete die Chinesische Akademie der Wissenschaften einen experimentellen Pulsarnavigationssatelliten mit der Bezeichnung XPNAV-1. Dieser hat eine Masse von 240 kg und befindet sich auf einer 493 km × 512 km großen, 97,41° breiten Umlaufbahn. XPNAV-1 wird 26 nahe gelegene Pulsare hinsichtlich ihrer Pulsfrequenz und -intensität charakterisieren, um eine Navigationsdatenbank zu erstellen, die für künftige operative Missionen genutzt werden könnte. Der Satellit wird voraussichtlich fünf bis zehn Jahre lang in Betrieb sein. XPNAV-1 ist die erste Pulsarnavigationsmission, die in die Umlaufbahn gebracht wurde.
SEXTANT
SEXTANT (Station Explorer for X-ray Timing and Navigation Technology) ist ein von der NASA finanziertes Projekt, das am Goddard Space Flight Center entwickelt wurde und im Rahmen des NICER-Projekts, das am 3. Juni 2017 mit der SpaceX CRS-11 ISS-Resupply-Mission gestartet wurde, XNAV im Orbit der Internationalen Raumstation testet. Bei Erfolg der Mission könnte XNAV als sekundäre Navigationstechnologie für die geplanten Orion-Missionen eingesetzt werden. Im Januar 2018 wurde die Funktionsfähigkeit der Röntgen-Navigation mit NICER/SEXTANT auf der ISS demonstriert. Es wurde eine Genauigkeit von 7 km (in zwei Tagen) gemeldet.

## Navigation von Luftfahrzeugen
Im Jahr 2014 führte das Nationale Luft- und Raumfahrtlabor in Amsterdam eine Machbarkeitsstudie zur Nutzung von Pulsaren anstelle von GPS für die Navigation durch. Der Vorteil der Pulsarnavigation bestünde darin, dass mehr Signale zur Verfügung stünden als bei GNSS-Satellitenkonstellation, dass sie aufgrund des breiten Spektrums an verfügbaren Frequenzen nicht gestört werden könnten und dass die Signalquellen vor der Zerstörung durch Antisatellitenwaffen geschützt wären.

## Pulsar-Typen für XNAV
Unter den Pulsaren werden die sog. Millisekundenpulsare als gute Kandidaten für die Raum-Zeit-Referenz erachtet. Insbesondere könnte eine außerirdische Intelligenz wertvolle Informationen mit Hilfe von Millisekunden-Pulsarsignalen kodieren, während Metadaten über XNAV durch Bezugnahme auf Millisekunden-Pulsare kodiert werden könnten. Ebenso wurde postuliert, dass eine fortgeschrittene außerirdische Intelligenz Millisekundenpulsare für die Zwecke der Zeitmessung, Navigation und Kommunikation optimiert oder konstruiert haben könnte.